# Rich County
Rich County je okres ve státě Utah v USA. K roku 2010 zde žilo 2 264 obyvatel. Správním městem okresu je Randolph. Celková rozloha okresu činí 2 813 km². Byl pojmenován podle Charlese C. Riche.